# Brian vuelve a la universidad
Brian Goes Back to College (titulado Brian Vuelve a la universidad en España e Hispanoamérica)  es el episodio número 15 de la cuarta temporada de la serie de dibujos animados Padre de familia. Fue emitido por primera vez el 13 de noviembre de 2005 en la cadena Fox. Fue dirigido por Greg Colton, escrito por Matt Fleckenstein y contó con Anne-Michelle Seiler y Chris Sheridan como estrellas invitadas. El episodio fue descrito por el creador de la serie, Seth MacFarlane como "un verdadero placer para los fans del Equipo A". Como el episodio contiene varias conexiones con The New Yorker, el periódico escribió un artículo amistoso sobre el capítulo.
En el episodio, Peter, Joe, Cleveland y Quagmire ganan un concurso de disfraces vestidos como los personajes del Equipo A, por lo que deciden mejorar su comunidad continuando en el papel de los personajes del programa. Brian Griffin consigue un empleo en el New Yorker, pero es despedido por no haber terminado la universidad, así que vuelve para completar su educación.

## Sinopsis

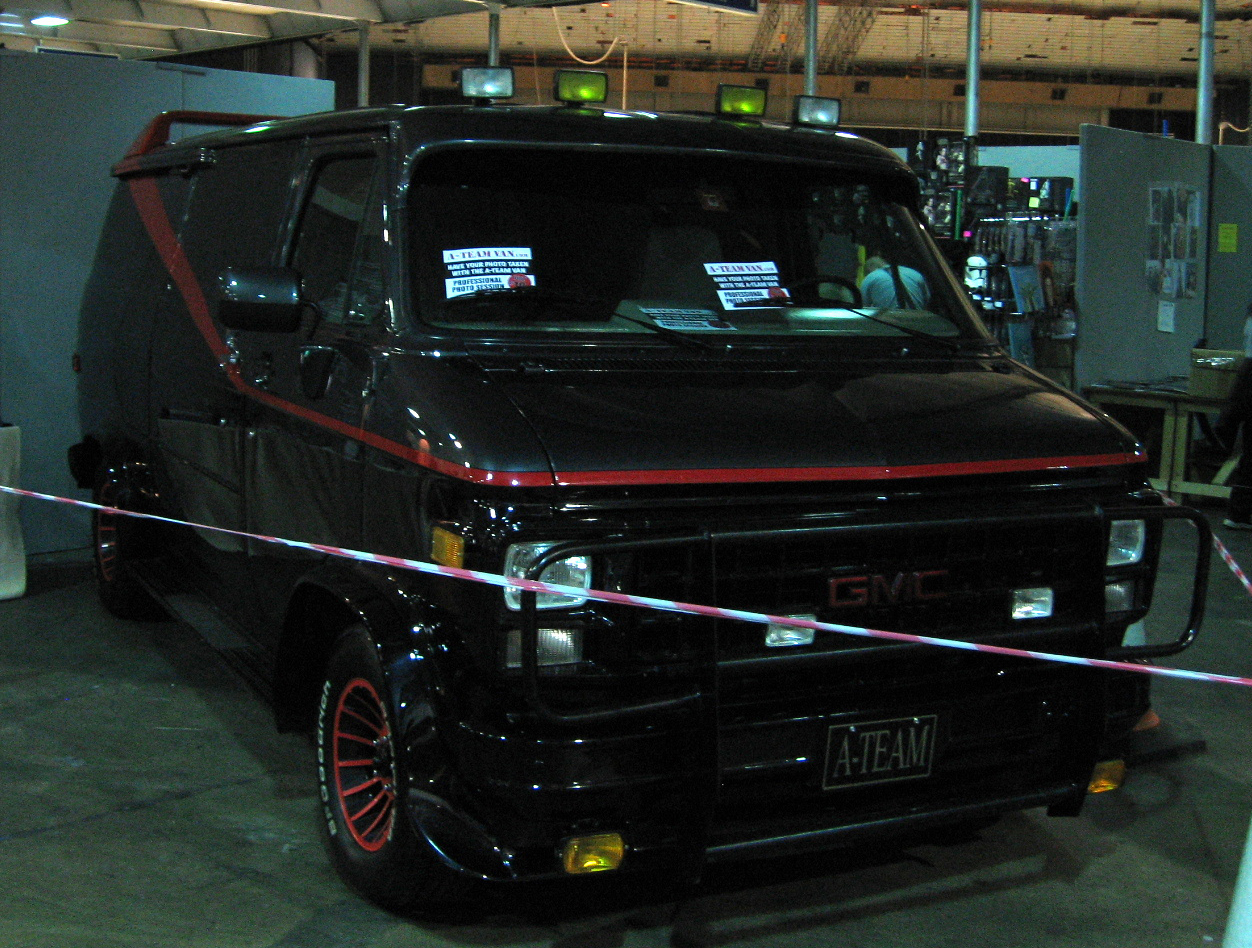
Furgoneta del Equipo A, de la cual Peter Griffin hace una réplica.

Peter, Joe, Cleveland y Quagmire acuden a un concurso de disfraces como los personajes del Equipo A. Peter y sus amigos encuentran a Brian, el cual está escribiendo un artículo para el periódico local. Cuando ganan el concurso, Brian escribe sobre ello, siendo llamado más tarde por un miembro del New Yorker, quien le dice que les gustaría que trabajase para su periódico. En un principio, Brian recibe una cálida bienvenida por el personal, pero es despedido inmediatamente cuando manifiesta que nunca se graduó en la universidad. Mientras tanto, desilusionado por no poder ser más del Equipo A, Peter decide crear un Equipo A no oficial junto a Joe, Cleveland y Quagmire, y deciden ayudar a su comunidad local. Peter diseña una furgoneta réplica a la del Equipo A.
Tras ser animado por Lois, Brian decide volver a la universidad para completar su educación y así poder volver a The New Yorker. Stewie, sin que Brian lo sepa, se mete en su mochila para ir con él a la universidad mientras es sustituido en la casa por Gary Coleman. El nuevo profesor de Brian, que padece esclerosis lateral amiotrófica, le coge una inmediata antipatía, pero su opinión sobre Brian cambia rápidamente después de que este copiase en un examen y obtuviese una nota alta. Brian, arrepentido, va a decirle al profesor que ha copiado, pero es interrumpido por él, quien le dice que le ha inspirado, pues estaba muy deprimido por su enfermedad y pensaba suicidarse. Finalmente, Brian no puede soportar la presión del examen final y sabiendo que sólo aprobará si copia, decide volver a casa con Stewie. Una impresionada Lois intenta alentar a Brian para que vuelva y termine la prueba. Para convencerle, le persigue con un aspirador, los cuales le causan pánico.
Por otra parte, Peter y sus amigos intentan ayudar a sus vecinos, pero solo estropean las cosas. Al tratar de bajar a un gato de un árbol, lo derriban y este cae sobre una casa, arruinándola. También, pretenden evitar que destruyan un parque, pero empiezan a dialogar con los obreros y finalmente se olvidan de impedirlo. Decaídos, deciden disolver el equipo.
Brian acaba de hacer ejercicio durante horas con Stewie, pero se da cuenta de que faltan tres horas para que comience el examen final. Al ver que va a llegar tarde a la prueba, empieza a estresarse. Para ayudarle, Lois persuade a Peter para que reviva el Equipo A y lleven a Brian a tiempo a su examen. Suspende el examen, pero se siente orgulloso de sí mismo por no haber copiado, para consternación de la familia, quienes le dicen que debería haber copiado.

## Producción
Varias personas que estuvieron involucradas en la producción del Equipo A original trabajaron con los creadores de Padre de familia en este episodio. Ron Jones, escritor de la música de la serie Equipo A en los  años 80, escribió la música de la escena en la que Peter y sus amigos ayudan a un hombre en el bar.
El episodio marca la tercera aparición de Steve, el profesor de Brian obligado a ir en silla de ruedas. Originalmente apareció en el episodio "Ready, Willing, and Disabled" y "Brian the Bachelor", cuando jugaba en la Special Olympics e intentó ser un candidato para The Bachelorette. Las voces del profesor y su esposa no fueron dobladas por personas reales, sino que fueron creadas con un ordenador en el estudio. Una escena eliminada mostraba al profesor diciéndole a Brian que una vez tuvo un alumno idéntico a él, pero tenía forma humana y bigote. David Goodman, productor ejecutivo de la serie, comentó que iba a ser un gag bastante extraño. Varios telespectadores contactaron con Greg Colton, un director de Padre de familia, preguntando si el parque Roger Williams (un parque real en Rhode Island) iba a ser demolido. Comentó que una pareja estaba extremadamente preocupada, porque iban a celebrar su boda ahí. El título del episodio originalmente iba a ser "Brian Goes Back to College and Stewie Goes With Him" (Brian vuelve a la universidad y Stewie va con él), pero fue cambiado.
Durante la estancia de Stewie en la universidad, lleva una camiseta que dice "Amateur Gynecologist" (Ginecólogo aficionado). En un principio, los productores querían que dijese "Free Mustache Rides" (Paseos en bigote gratis).